# La Femme qui est partie
Pour plus de détails, voir Fiche technique et Distribution.
La Femme qui est partie (dont le titre original en filipino est Ang babaeng humayo et sorti sous le titre anglais The Woman Who Left) est un film philippin tourné en noir et blanc, écrit, réalisé, monté et produit par Lav Diaz, sorti en 2016. C'est le premier film philippin à remporter le Lion d'or lors de la 73e Mostra de Venise.
Le film est inspiré de la nouvelle Une histoire vraie (Бог правду видит, да не скоро скажет, Bog pravdu vidit da ne skoro skajet) de Léon Tolstoï, publiée en 1872.

## Synopsis
En 1997, Horacia Somorostro (Charo Santos-Concio) est libérée de prison après avoir été condamnée pour un crime qu'elle n'a pas commis. Elle retrouve sa fille et apprend que son mari est décédé et que son fils. En revanche, la situation sociale n'a pas changé : les élites ont toujours le pouvoir, comme le démontre la position toujours forte de Rodrigo Trinidad, son ancien amant qui l'a fait tomber dans un coup monté. Les gens riches, comme Rodrigo, sont visés par des kidnappings en série et sont forcés de se cloîtrer dans leurs maisons. Profitant de la crise, Horacia commence à mettre sur pied sa vengeance.

## Fiche technique
- Titre original : Ang babaeng humayo
- Titre anglais : The Woman Who Left
- Réalisation : Lav Diaz
- Scénario : Lav Diaz
- Photographie : Lav Diaz
- Montage : Lav Diaz
- Pays de production :  Philippines
- Format : Noir et blanc - 35 mm
- Genre : drame
- Durée : 226 minutes
- Dates de sortie :
  - Italie : 9 septembre 2016 (Mostra de Venise 2016)
  - Philippines : 28 septembre 2016
  - France : 1er février 2017

## Distribution
- Charo Santos-Concio : Horacia Somorostro
- John Lloyd Cruz : Hollanda
- Michael De Mesa : Rodrigo Trinidad
- Nonie Buencamino : Magbabalot
- Shamaine Buencamino : Petra
- Mae Paner : Warden
- Mayen Estanero : Nena
- Marjorie Lorico : Minerva
- Lao Rodriguez : le père
- Kakai Bautista : Dading
- Jo-Ann Requiestas : Taba

## Tournage
Lav Diaz, réalisateur, signe également le scénario, la photographie et le montage. Le film a été tourné principalement à Calapan (province du Mindoro oriental), qui est aussi la ville d'origine de l'actrice principale, Charo Santos-Concio. Ce film marque en outre pour l'actrice son retour devant la caméra, après son départ du poste de PDG de ABS-CBN, le plus grand réseau de diffusion et la plus grande entreprise multimédia des Philippines.

## Récompense
- 2016 : Lion d'or à la Mostra de Venise.